# EMUI
EMUI är ett operativsystem baserat på Android OS. Det används av många mobiler av Huawei och mobiler som Honor har tillverkat mellan åren 2013-2019. Huawei lanserade 2012 EMUI 1 baserat på Android 4. EMUI hette tidigare "Emotion UI".
De flesta mobilerna som har EMUI har "Googleappar" och apparna "Huawei app gallery" och "Huawei Browser", som är en webbläsare som liknar de webbläsaren som finns i vissa mobiler från ZTE ("Browser" eller "Webbläs") och en app som heter "Themes" som liknar "Theme manager" eller ZTE themes" i mobiler från ZTE. Det finns mobiler från Huawei som har "Play store" och "Huawei app gallery". Vissa mobiler från Huawei har inte apparna Google, Play store, och Gmail.
Mobiler som har EMUI som operativsystem har apparna "Notepad", "Hicare" och en app som heter "Email".

## Utgåvor
EMUI 1 hade en assistent (liknande Siri, Bixby eller Google Assistent) och det fanns en app för teman.
När EMUI 2 lanserades bytte Emotion UI namn till EMUI. I EMUI 2 introducerades "Huawei app gallery".
EMUI 4 och EMUI 4.4 har ikoner som såg olika ut än senare versioner av EMUI.
EMUI 5 har ikoner med olika former. Men appar som "Kamera", "kontakter", "telefon", "Notes" eller "email" hade alla samma form. Ikonerna är annorlunda än i EMUI 4.4, vissa ikoner ser tredimensionella ut.
EMUI 8: några visuella skillnader mellan EMUI 5 och EMUI 8 är att flera Googleappar har andra former. I EMUI 8 är flera ikoner runda som i Android 8.0, Android 8.1, Android 9, Android 10 och Android 11.
EMUI 9 har flera ikoner ett annat utseende. Flera systemikoner ser tvådimensionella ut. Systemikoner har samma form, medan andra ikoner kan ha en annan form. I EMUI 9.1 har fler ikoner fått ett annat utseende.
EMUI 11. Till skillnad från tidigare versioner av EMUI finns inga Google Play Services. Och istället för GMS så finns det HMS. Några appar som inte är tillgängliga i EMUI 11 är bland annat Play butik, Youtube, Google Messages och Gmail.